# Бамия (блюдо)
Ба́мия (араб. بامية‎) — тушеное горячее блюдо, широко распространённое на Ближнем Востоке, в Анатолии и Греции. Главным ингредиентом этого блюда является растение Abelmoschus esculentus, также называемое бамией. Для приготовления бамии обычно используют баранину, помидоры или томатный соус, лук, чеснок, кинзу (кориандр), растительное масло, кардамон и специи.

## Региональные особенности
В Турции бамия — анатолийское стью, которое имеет кисло-сладкий вкус. Готовится с использованием собственно бамии, лимонного сока, оливкового масла, сахара, соли и перца. Турецкую бамию иногда подают в качестве нейтрализатора вкуса предыдущего блюда на застольях.
В Египте обычно используют сухожилия баранины, которые могут выдерживать длительное время варки. Таалея, египетский чесночный соус, используется в качестве ингредиента для придания аромата бамии .
В Иране бамию подают как хореш вместе с рисом, популярное блюдо в южных провинциях.
В Израиле в тушёную бамию иногда включают киббех, вместо классического блюда бамия из мяса или рыбы, которое называют «кубба би бамия».

## Комментарии
1. ↑  "...заправленный ароматной таалейей, египетской смесью специй, обжаренной с чесноком."[6]